# Holger Petersens Tekstilfabrik
Holger Petersens Tekstilfabrik var en tekstilfabrik på Tagensvej i København grundlagt af handelsmanden Holger Petersen. Fabrikken blev stiftet i Store Kongensgade i 1878, men måtte lukke i 1966.
Fabrikkens bygninger er opført 1883 efter tegninger af Johan Schrøder og udvidet 1905 af Bernhard Ingemann. De tilhørende arbejdsboliger er opført 1885 af Schrøder. Hele komplekset er fredet som eksempel på et velbevaret, helstøbt fabriksanlæg med boliger.